# Strada europea E713
La strada europea E713 è una strada europea che collega Valence a Grenoble. Come si evince dalla numerazione, si tratta di una strada di classe B posta nell'area delimitata a nord dalla E70, a sud dalla E80, ad ovest dalla E15 e ad est dalla E25.

## Percorso
La E713 è definita con i seguenti capisaldi di itinerario: "Valence - Grenoble".